# De Walle
De Walle (Frans: La Motte-au-Bois) is een dorp in de Franse gemeente Moerbeke in het Noorderdepartement. Het ligt vier kilometer ten oosten van het dorpscentrum van Moerbeke, op de weg van Hazebroek naar Meregem. Het dorpje ligt midden in het uitgestrekte Niepebos.
De naam komt van de feodale motte, waarop hier in de middeleeuwen een kasteel werd gebouwd. Het kasteel werd in de 11de eeuw gebouwd door Robrecht I de Fries, graaf van Vlaanderen. Het Niepebos was een jachtdomein van de graven. In 1164 verbleef Thomas Becket, aartsbisschop van Canterbury, in het kasteel. Het kasteel raakte verwoest door oorlogen en op het eind van de 17e eeuw werd het heropgebouwd. Het bleef een feodaal hoofdplaats tot aan de Franse Revolutie. Op het eind van de 18de eeuw werd De Walle een onderdeel van de gemeente Moerbeke.

## Bezienswaardigheden
- De Sint-Thomas van Canterburykerk (Église Saint-Thomas de Canterbury) uit 1828, waarin een relikwie van Thomas Becket wordt bewaard.
- Het 17de-eeuwse Kasteel van De Walle, op de plek van het middeleeuws kasteel van de graven van Vlaanderen
- Het Niepebos, een bos van meer dan 2600 hectare

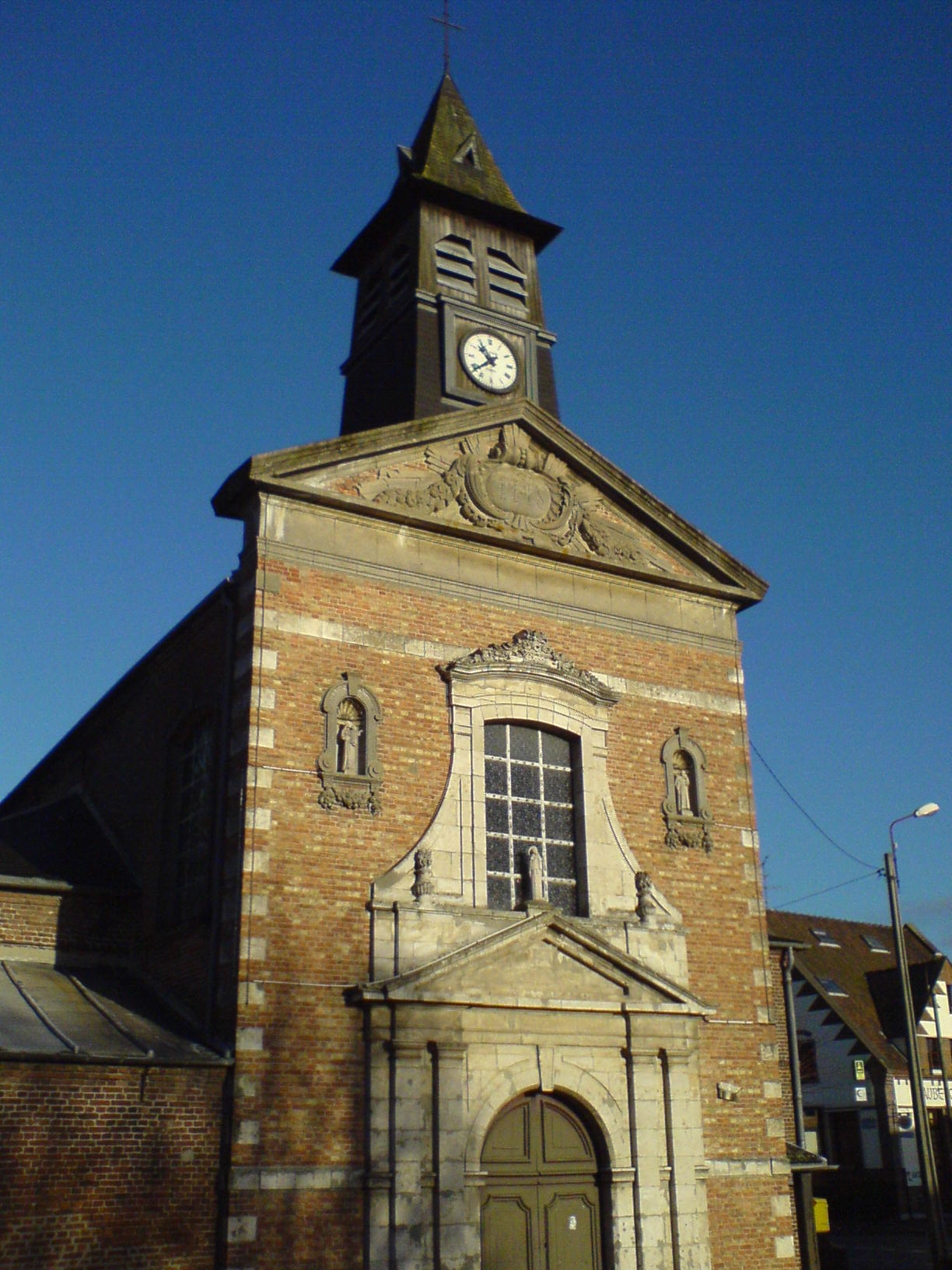
Sint-Thomas van Canterburykerk

## Nabijgelegen kernen
Merville, Morbecque, Hazebrouck, Vieux-Berquin